# 1-es villamos (Szczecin)
A szczecini 1-es jelzésű villamos az Osiedle Zawadzkiego – Potulicka útvonalon közlekedik. A vonalon 1905-ben indult meg a közlekedés. A vonalat a Tramwaje Szczecińskie közlekedteti a Zarząd Dróg i Transportu Miejskiego megrendelésére.

## Útvonala
| Potulicka felé | Głębokie felé |
| --- | --- |
| Osiedle Zawadzkiego – Szafera – Wojska Polskiego – Piłsudskiego – Matejki – Plac Żołnierza Polskiego – Niepodległości – 3 Maja – Narutowicza – Potulicka | Potulicka – Narutowicza – 3 Maja – Niepodległości – Plac Żołnierza Polskiego – Matejki – Piłsudskiego – Wojska Polskiego – Szafera – Osiedle Zawadzkiego |

## Megállóhelyek és átszállási lehetőségek
| 1 (Głębokie – Potulicka) |                       |                        |
| Megállóhely              | Település             | Átszállási kapcsolatok |
| Osiedle Zawadzkiego      | Zawadzkiego-Klonowica | Villamos               |
| Szafera                  | Zawadzkiego-Klonowica | Villamos               |
| Arena Szczecin           | Zawadzkiego-Klonowica | Villamos               |
| Rondo Olszewskiego       | Zawadzkiego-Klonowica | ,                      |
| Zajezdnia Pogodno        | Pogodno               | Villamos               |
| Unii Lubelskiej          | Pogodno               | Villamos               |
| Skłodowskiej             | Pogodno               | Villamos               |
| Bogumiły                 | Łękno                 | Villamos               |
| Piotra Skargi            | Śródmieście-Północ    |                        |
| Felczaka                 | Śródmieście-Północ    |                        |
| Plac Szarych Szeregów    | Centrum               | ,                      |
| Plac Grunwaldzki         | Centrum               | ,                      |
| Plac Rodła               | Centrum               | ,                      |
| Filharmonia              | Stare Miasto          |                        |
| Plac Żołnierza Polskiego | Centrum               | ,                      |
| Brama Portowa            | Centrum               | ,                      |
| Plac Zawiszy             | Nowe Miasto           | Villamos               |
| Sowińskiego              | Nowe Miasto           | Villamos               |
| Potulicka                | Nowe Miasto           | Villamos               |

## Járművek
A viszonylaton alacsony padlós Pesa 120Na, Moderus Beta valamint magas padlós Tatra KT4 villamosok közlekednek.
| Kép | Típus               | Gyártó     | Gyártásban  |
| --- | ------------------- | ---------- | ----------- |
|     | Tatra KT4DtM        | ČKD        | 1974 – 1997 |
|     | Moderus Beta MF15AC | Modertrans | 2014-ben    |
|     | Pesa 120Na          | Pesa       | 2010 – 2014 |

## Képgaléria

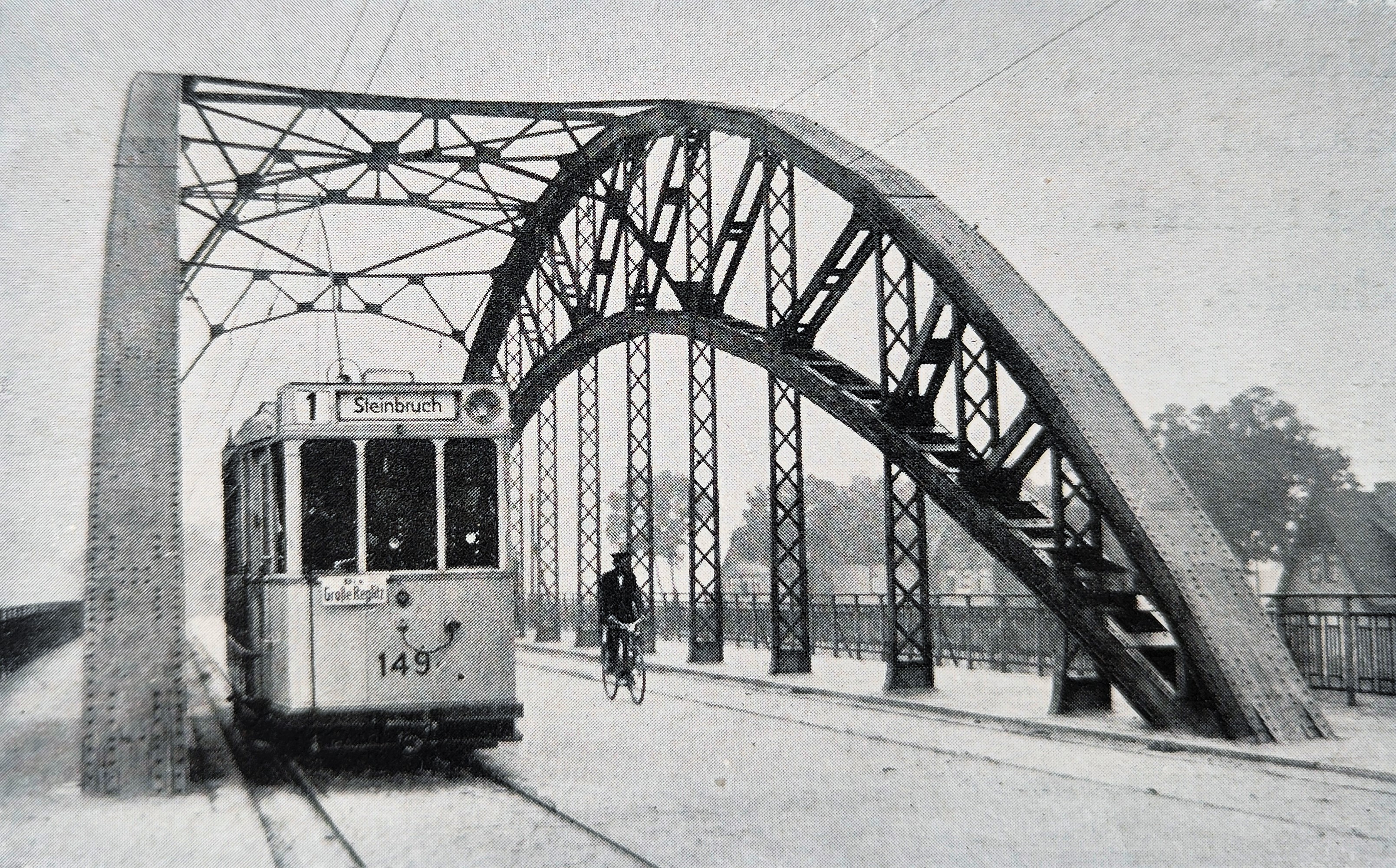
Az 1-es villamos a Regaliczka folyó feletti hídon, 1920-as évek
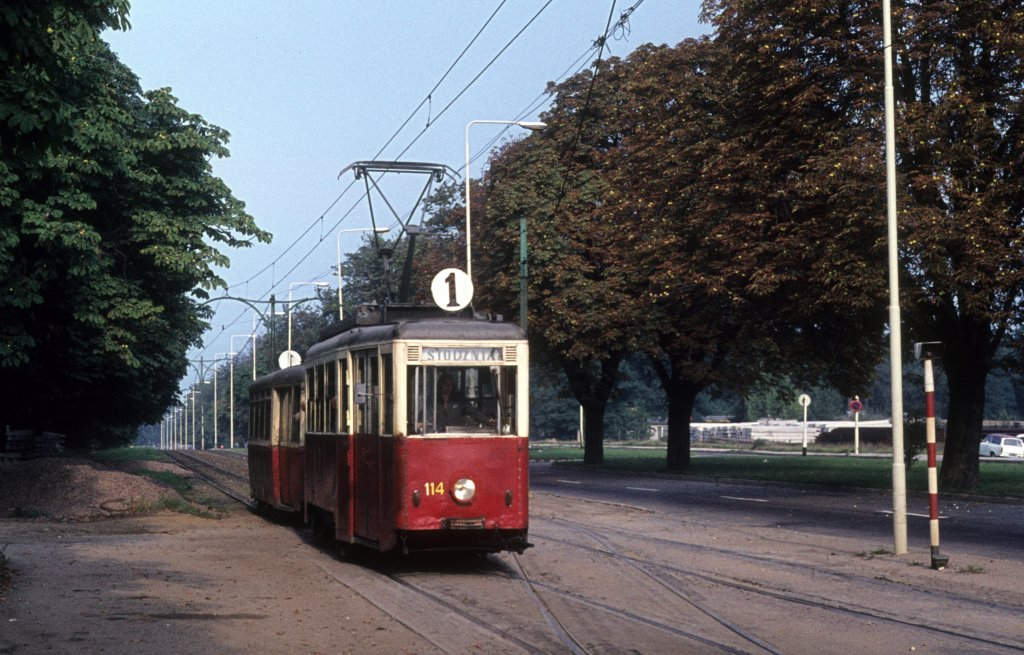
1-es villamos a Piastów sugárúton, 2022
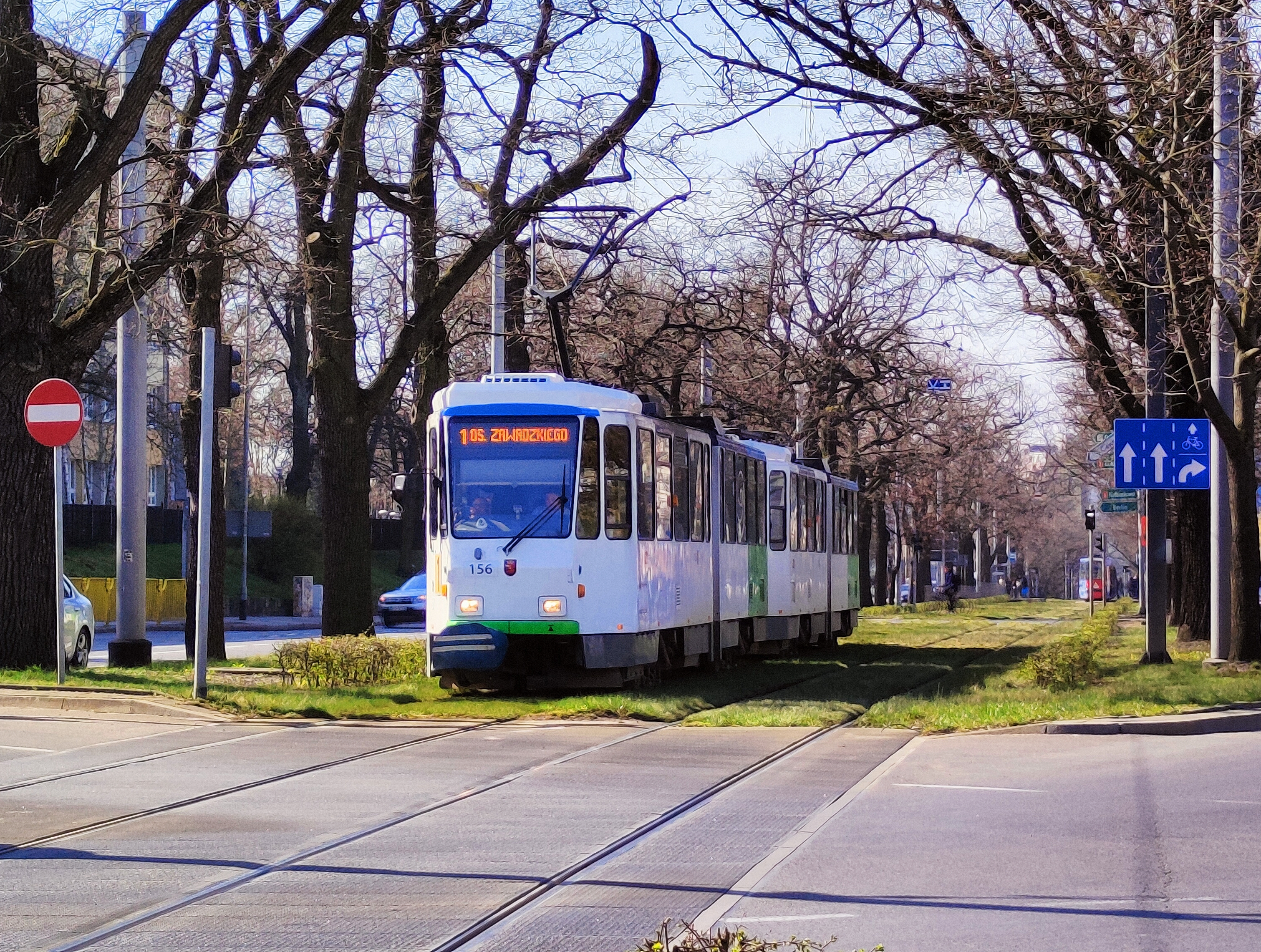
1-es villamos a Piastów sugárúton, 2022
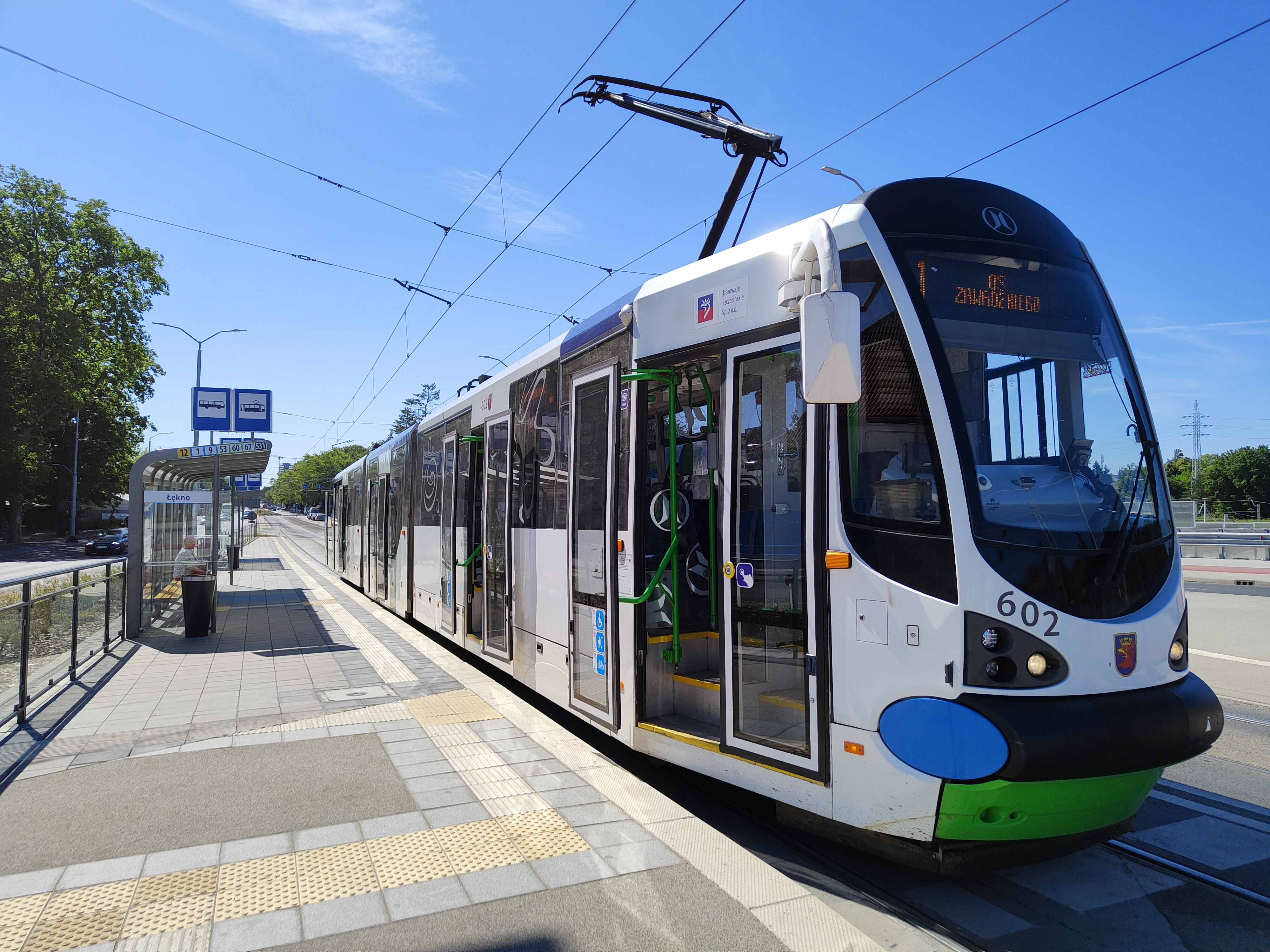
1-es villamos a Wojska Polskiego sugárúton, 2022
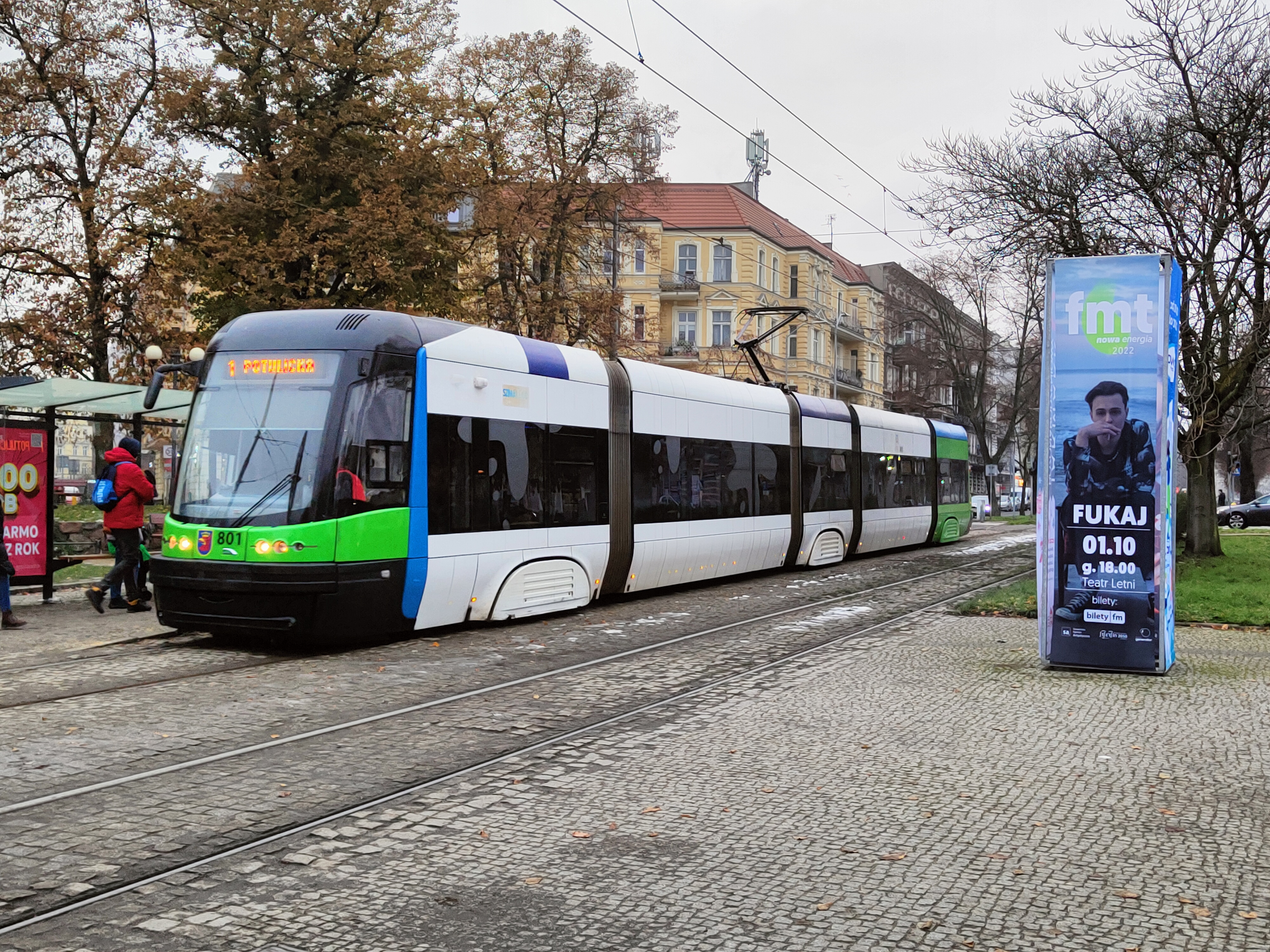
1-es villamos a Grunwaldzki téren, 2022